# Injeção subcutânea

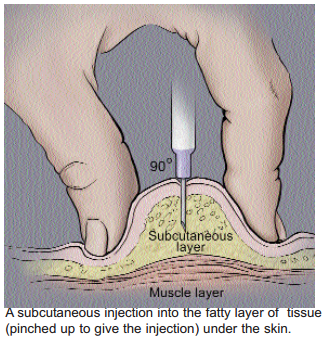
Essa injeção no tecido subcutâneo (hipoderme) resulta em uma absorção lenta, contínua e segura pelos capilares sanguíneos.

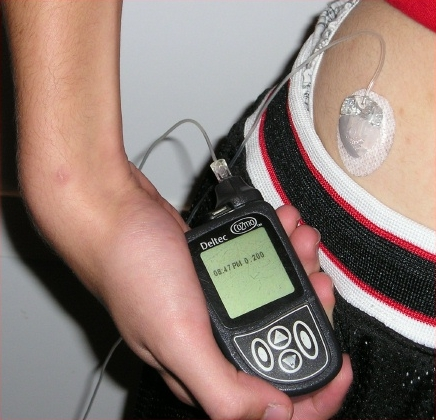
Bomba de insulina com injeção subcutânea.

Via subcutânea (SC) é uma via de administração de medicamentos por meio da injeção subcutânea. Esta via só pode ser utilizada para fármacos que não irritam o tecido, caso contrário, pode sobrevir dor intensa, necrose e descamação.

## Características
Esta via de administração, serve para manter um fluxo mais lento de medicamento pelos capilares sanguíneos no organismo do que a via endovenosa. A via subcutânea é apropriada para a administração de soluções não irritantes, em um volume máximo de 1,0 ml como é o caso das vacinas contra o sarampo, a tríplice viral, contra a febre amarela e contra a rubéola.

## Material
Os materiais indicados para utilização são:
- Seringas: 1,3 ou 5 ml;
- Agulha: 13 x 0,45 mm;
- Canhão: Marrom ou laranja.

## Uso
As injeções subcutâneas são altamente eficazes na administração de vacinas e medicamentos como a insulina, morfina, diacetilmorfina e goserelina.[carece de fontes?]
Pequenas quantidades de adrenalina são, às vezes, associadas com um fármaco de modo a restringi-lo a sua área de atuação.[carece de fontes?] A adrenalina atua como vasoconstritor local e diminui a remoção de fármaco, como a lidocaína, do seu local de administração. Outros fármacos que utilizam a administração subcutânea incluem sólidos, tais como cápsulas silásticas e bombas mecânicas programáveis.[carece de fontes?]

## Locais de aplicação
- Parte superior do músculo deltoide;
- Face superior externa do braço;
- Face anterior da coxa;
- Face anterior do antebraço;
- Gordura abdominal.

## Ângulo
A agulha com bisel para cima deve ser inserida com rapidez e firmeza, utilizando ângulo aproximadamente de 30º para indivíduos magros, 45º para indivíduos normais e 90º para indivíduos obesos.